# Satanophany
Satanophany (サタノファニ Satanofani?, posesión demoniaca), es un manga creado por Yoshinobu Yamada. Es un manga del género seinen, incluye contenidos sexuales y violentos. Comenzó su publicación el 13 de marzo de 2017 en la revista Young Magazine de Kōdansha, y desde el 6 de septiembre de 2023 se publica en la web de Kōdansha, YanMaga Web.

## Sinopsis
La historia transcurre en un mundo similar al nuestro, donde existe una extraña enfermedad conocida como el «síndrome de Medusa». Este síntoma convierte a chicas comunes en asesinas en serie. La trama gira en torno a Chika, una joven cuya vida da un giro inesperado al sufrir una violación y responder con un asesinato múltiple, lo que provoca que sea enviada a la prisión de mujeres de Haguro, una cárcel aislada en una isla que alberga a quienes sufren de este síndrome. En la cárcel Chika convivirá con muchas otras jóvenes con este problema.
En la isla se descubre que todo esto es un experimento científico para alterar las neuronas espejo e implantar personalidades de asesinos en serie en jóvenes.

## Personajes
- Chika Amagi (甘城千歌 Amagi Chika?): Chika era una estudiante de secundaria común y corriente de 17 años hasta que asesinó a sus violadores, su número de recluso es LB0009.[2]En su mente se ha implementado la personalidad del asesino Henry Lee Lucas.[9]
- Sayoko Onigahara (鬼ヶ原小夜子 Onigahara Sayoko?). Su número de recluso es LB0003. Una estudiante de nivel superior, que se encarga de las demás reclusas. Culpable de extirpar cerebros en el asesinato en serie de estudiantes universitarias  femeninas de Tokio.[2] En su mente se ha implementado la personalidad de Josef Mengele.[8]
- Mīna Isurugi (石動美依那 Isurugi Mīna?). Su número de recluso es LB0003. Conocida como la «estranguladora de la orilla», por haber estrangulado y tirado al río el cuerpo de tres niños.[2] En su mente se ha implementado la personalidad de John Wayne Gacy.[10]
- Aya Tomoe (巴あや Tomoe Aya?). Su número de recluso es LB0005. Culpable de herir o matar a más de veinte personas con un hacha o rifle en la «masacre de la villa Hinata».[2] En su mente se ha implementado la personalidad de Mutsuo Toi.[10]
- Rastorgueva Katya  (カチュア・ラストルグエヴァ  Kachua Rasutorugueva ?). Su número de recluso es LB0006. Es de origen ruso, mataba a los hombres que conocía en una web de citas, conocida como la «asesina de las aventuras de una noche.[2] En su mente se ha implementado la personalidad de Andrei Chikatilo.[11]
- Karen Kirishima (切嶋カレン Karen Kirishima?). Su número de recluso es LB0001. Conocida como la «coleccionista de ojos» en el burdel donde trabajaba.[2] En su mente se ha implementado la personalidad del asesino Albert Fish.[9]
- Kiriko Makimura (槇村霧子 Makimura Kiriko?). Su número de recluso es LB0007. Antigua vocalista del grupo Chronicle, estranguló a seis de sus fans.[2] En su mente se ha implementado la personalidad de Albert DeSalvo.[10]
- Shion Magaki (真垣詩音 Magaki Shion?). Su número de recluso es LB0002. Karateca y boxeadora, conocida como el «demonio asesino boxeador del norte», matando a tres oficiales.[2]
- Yōko Kuroki (黒木洋子 Kuroki Yōko?). Su número de recluso es LB0008. No hay información sobre su caso.[2] En su mente se ha implementado la personalidad de Arthur Shawcross.[12]

## Otros personajes
- Makube (間久部?). El alcaide de la prisión, depravado sexual, que alivia sus deseos sexuales masturbándose,[2] y con felaciones y tocamientos de Azuma y su hija.[10]
- Kasumi Makube (間久部 霞?). La doctora principal de la prisión,[2] hija del alcaide.[8]
- Nishi (西?). Funcionario masculino comprometido con su trabajo.[7]
- Michitaka Amagi  (丸田?). El hermano de Chika que está investigando el caso de su hermana.[8]
- Azuma (吾妻?). Guardia femenina de la prisión con fetiche por la necrofilia y de tendencia sexual lesbiana.[9] El alcaide abusa sexualmente de ella por conocer sus escarceos con reclusas.[10]

## Publicación
Cada miércoles se produce una nueva entrega y luego son recopilados en tankōbons, el último publicado ha sido el número 31.